# Gerhard Petritsch
Gerhard Petritsch (ur. 2 września 1940 w Berchtesgaden) – austriacki strzelec sportowy. Brązowy medalista olimpijski z Moskwy.
Specjalizował się w strzelaniu pistoletowym. Brał udział w czterech igrzyskach olimpijskich (IO 72, IO 76, IO 80, IO 84). W 1980, pod nieobecność sportowców z niektórych krajów zachodnich, zajął trzecie miejsce w konkurencji pistoletu szybkostrzelnego na dystansie 25 metrów. W 1978 był w tej konkurencji również trzeci na mistrzostwach świata.